# Parc de la Toison d'or
Le parc de la Toison d'or ou parc récréatif de la Toison d'or était un parc d'attractions situé à Dijon, en Bourgogne-Franche-Comté, en France, et jouxtant le centre commercial du même nom. Inauguré en avril 1990, il ferme définitivement ses portes en 1993. Le mouton doré qui en était la mascotte faisait référence au mythe de la Toison d'or.
À partir de 1993, le parc devient un parc urbain, géré par la ville de Dijon. Il accueille notamment des aires de jeux pour enfants, des roseraies ou encore des enclos animaliers.

## Parc d'attractions (1990-1993)

### Naissance du projet
Le projet d'un parc d'attractions dijonnais naît dans les années 1980. C'est Robert Poujade, maire de Dijon depuis 1971, qui est à l'origine de ce projet. L’idée d'aménager les quartiers de Pouilly éclot en 1983 et la conception d'un grand domaine commercial et ludique est présentée au public en 1987. L’estimation de la conception du parc récréatif se monte à hauteur de 80 millions de francs français (12,2 millions d'euros). Des voix s'y opposent, dont l'ordonnateur de la collectivité territoriale qui envoie au président de la société pressentie pour assurer la réalisation un courrier daté du 26 octobre 1987 où il exprime que ce type de parc n'a aucune chance d'être rentable.
La réalisation du site est confiée à la Lyonnaise des eaux. Il est nommé Parc récréatif de la Toison d'or et également Parc de la Toison d'or par abus de langage. En effet, le parc de loisirs fait partie du complexe du Parc de la Toison d'or qui comprend aussi un pôle de commerces et de loisirs, dont le parc aquatique les Cyclades. Celui-ci sera renommé Oxygène. La Lyonnaise des eaux, qui détient 46 % des parts du parc, s'associe avec le groupe belge Walibi, spécialisé dans les parcs d'attractions, qui vit une grande phase d'expansion et veut s'étendre en France. Il détient 13,85 % du parc.
Le chef de projet, Michel Van Zingel, quitte Mirapolis pour la conception du Parc de la Toison d'or. Le 18 avril 1988, dans le cadre d'une zone d'aménagement concerté privée, l'aménagement de l'ensemble fait l'objet d'une convention tripartite entre la Ville de Dijon, la Lyonnaise des eaux et la Société Espace Expansion (filiale du groupe Unibail-Rodamco). Le 10 octobre 1989, la Lyonnaise des eaux contracte un bail pour les terrains du futur parc et de son parking au nord de Dijon.
Ce bail emphytéotique s'étend sur quarante ans et fixe le loyer annuel des trois premières échéances à 400 000 francs hors taxes (60 100 euros). La commune est propriétaire du terrain à la suite de son acquisition à hauteur de 6 553 962 francs (près de un million d'euros) soit un prix moyen au mètre carré de 42,22 francs (6,44 euros). Situé à côté du centre commercial de la Toison d'or de 1990, il s'étend sur 15 ha 52a 22ca.

### Construction et utilisation
Le montant des travaux représente 70 millions de francs hors taxes (10 millions d'euros) auxquels il faut ajouter 22 millions de francs (3,35 millions d'euros) pour la deuxième phase. Située en lieu et place du Zénith actuel, celle-ci doit démarrer au plus tôt après la troisième année d'exploitation si la fréquentation atteint 400 000 entrées annuellement.
Le Parc récréatif de la Toison d'or est inauguré au printemps 1990. Il est composé d'une quinzaine d'attractions et de spectacles autour d'une grande pièce d'eau centrale.

#### Attractions

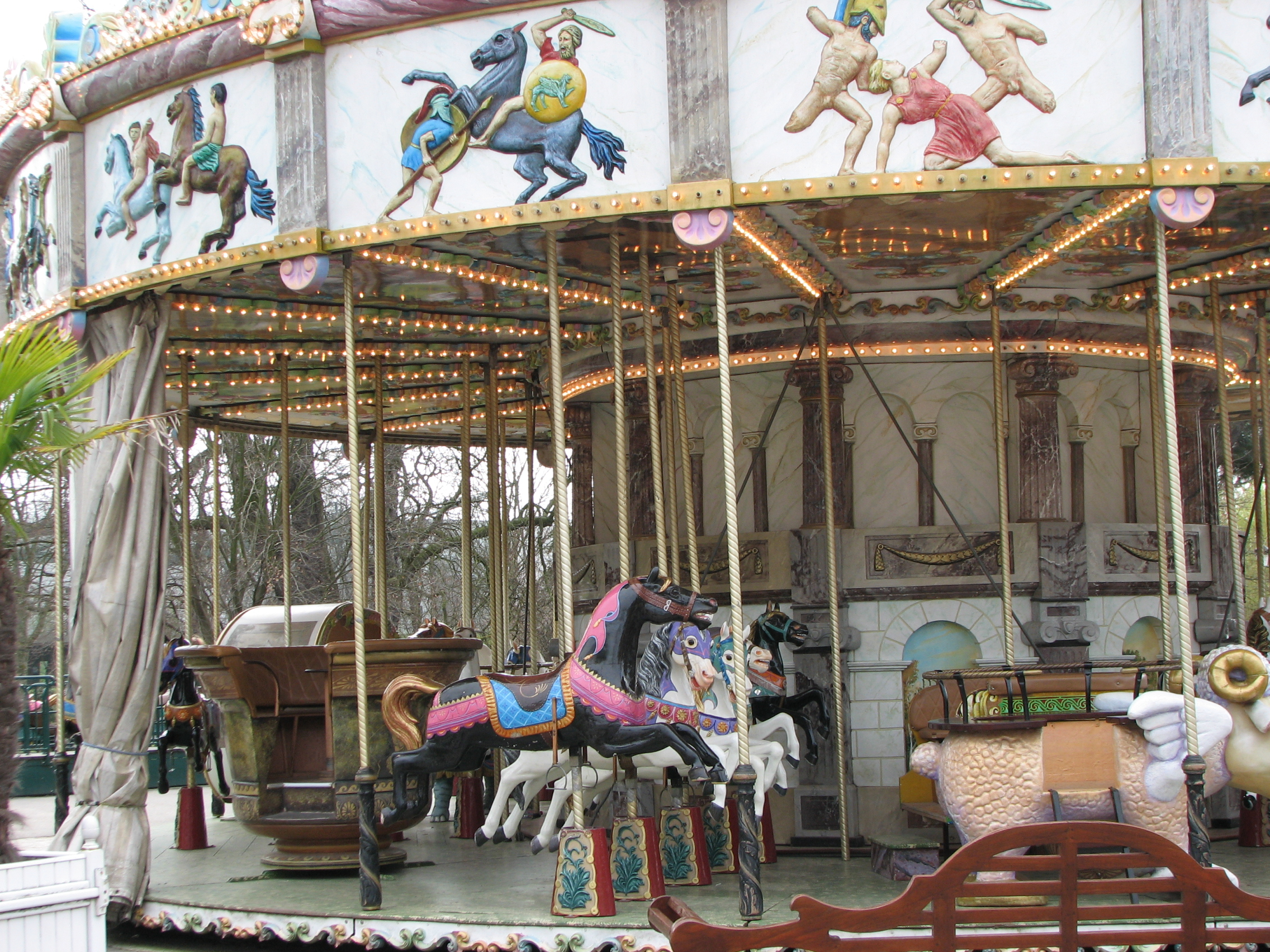
Manège ancien, au jardin d'acclimatation jusqu'en 2018

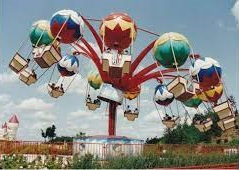
Les Mongolfières à l'entrée du parc coté centre commercial, Relocalisé à Nigloland.

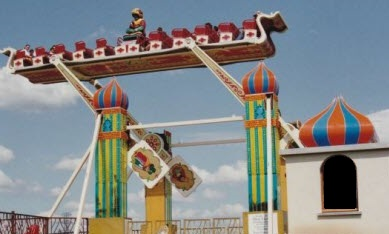
Tapis Volant "Nouveauté" dernière année d'exploitation du parc.

- Rivière sauvage : bûches de Mack Rides
- Train de mine : montagnes russes assises de Soquet. Relocalisées à Genting Theme Park, Malaisie
- Cinéma 3 dimensions : cinéma en relief
- Plongeur d'Acapulco : spectacle de plongeon
- Théâtre d'Homère : petit amphithéâtre romain
- Labyrinthe : labyrinthe fait de palissades de bois
- Monde des enfants
- Château des enfants
- Mini grand huit : montagnes russes assises de Soquet. Relocalisées à Mines Wonderland, Malaisie
- Télé rallye
- Petit train : train panoramique
- Tunnel d'illusion : walkthrough
- Circuit des tacots : parcours de vieux tacots
- Manège montgolfière : Balloon Race de Zamperla. Relocalisé à Nigloland
- Bateaux radiocommandés : bateaux radiocommandés
- Manège ancien : carrousel. Relocalisé au jardin d'acclimatation à Paris jusqu'à sa rénovation en 2018, désormais en Corse
- Jeux d'arcade : salle d'arcade
- Dernière année d'exploitation Un tapis volant

### Faillite et fermeture
Après six mois d’exploitation, le parc de loisirs est en faillite. Un différend survient entre la Lyonnaise des eaux et le groupe Walibi concernant la gestion du parc. Un accord est alors convenu entre les deux entreprises : Walibi vend l'entièreté de ses parts du parc dijonnais à la Lyonnaise contre les parts que possède celle-ci dans Walibi Rhône-Alpes. Le groupe Walibi devient alors seul maître à bord du parc isérois.
Le parc accueille 300 000 visiteurs par an et son revenu annuel est de 17 millions de francs (2 590 000 d'euros). Une dette accumulée de 162,5 millions de francs (25 millions d'euros) est la cause de la faillite du parc.
Le 20 janvier 1993, le tribunal de commerce de Nanterre ouvre une procédure de redressement judiciaire à l'encontre de la société gestionnaire du parc de loisirs. Le tribunal statue pour un plan de redressement par cession des actifs de cette société le 17 mars 1993. Le bail emphytéotique est résilié sans paiement d'indemnité ni de la part du bailleur, ni de celle du preneur.
Le parc aura coûté 155 millions de francs (23,63 millions d'euros). Le bilan financier pour la ville de Dijon représente un total 12,9 millions de francs (1,97 million d'euros) (coût net de 12,4 millions de francs (1,89 million d'euros) et 500 000 francs (76 225 d'euros) de créances irrécouvrables).

## Parc urbain (depuis 1993)
À la suite de la fermeture du parc d'attractions, la Lyonnaise des eaux rétrocède le terrain à la commune. Celle-ci décide, à la suite d'une délibération du 15 novembre 1993, de l'ouvrir au public. La quinzaine d'attractions du parc est alors revendue au prix de la ferraille à Nigloland. Le coût d'aménagement final supporté par la Ville, avant et après le dépôt de bilan de la société, s'élève à 19 millions de francs (3 millions d'euros).
Le site devient par la suite un parc-jardin mis gratuitement à la disposition des Dijonnais, tout comme le parking de 1 200 places au nord. De 1993 à octobre 1998, les travaux réalisés par la commune pour le parc public s'élèvent à 6,1 millions de francs (1 million d'euros).
Le parc urbain est le siège d'aires de jeux pour les enfants, d'un mini-golf, d'enclos animaliers, d'une salle de beach volley ou encore, dernièrement, d'une rampe pour skateboards, rollers et vélos. Une portion du circuit du train est transformée en parcours de santé. Des terrains de sport se dressent en lieu et place du labyrinthe. Le parking est aujourd'hui reconverti en stationnement pour le Zénith de Dijon, achevé en 2005. Ce dernier est par ailleurs construit sur le terrain prévu à l'origine pour accueillir l’extension du parc récréatif.
Le site est modifié pour la construction du tramway de Dijon,. Certains bâtiments de l'époque du parc de loisirs sont alors détruits comme celui accueillant le théâtre des marionnettes en fonction après la fermeture du parc d'attractions. Le théâtre des marionnettes est alors déplacé.
Le parc aquatique les Cyclades, renommé Oxygène, est détruit durant l'été 2012 pour permettre l'agrandissement du centre commercial.